# Groot Winterhoek
Groot Winterhoek ist ein Gebirge in der Provinz Westkap in Südafrika. Es ist Namensgeber der etwa 36.000 Hektar großen Groot Winterhoek Wilderness Area, einem Naturschutzgebiet.
Die bis zu 2078 m (Groot Winterhoek Peak) hohen Berge sind Teil des Kap-Faltengürtels und der Gebirgsketten der Cederberge. Als Bereich der Cape Floral ist das Gebirge ein UNESCO-Weltnaturerbe.